# Lophontosia pryeri
Lophontosia pryeri är en fjärilsart som beskrevs av Butler 1879. Lophontosia pryeri ingår i släktet Lophontosia och familjen tandspinnare. Inga underarter finns listade i Catalogue of Life.